# 大日本国法華験記
『大日本国法華験記』（だいにほんこくほっけげんき）は、平安時代中期に書かれた仏教説話集。通称『法華験記』。著者は比叡山の僧鎮源（伝不詳）。上・中・下の3巻からなる。『本朝法華験記』（ほんちょうほっけげんき）、『大日本国法華経験記』（だいにほんこくほけきょうげんき）とも。

## 成立事情
序文によれば、本書は長久年間（1040年-1044年）に首楞厳院（比叡山の横川中堂）の鎮源が書いたもの。鎮源は、新羅の義寂（7世紀後半から8世紀初め）が書いた『法華験記』（現存せず、その抄本とみられる『法華経集験記』が現存する）もしくは宋の義寂に
触発され、その日本版として本書を著したという。

## 内容と構成
本書は法華経持経者らの伝記集。伝記の多くは法華経にまつわる霊験譚を含む。上、中、下3巻の計129の伝が、菩薩（聖徳太子と行基）、比丘（最澄、円仁をはじめとする僧）、在家沙弥（剃髪して沙弥戒を受けた在家者）、比丘尼（尼僧）、優婆塞（俗人の男性信者）、優婆夷（俗人の女性信者）、異類（蛇、猿など人間以外のもの）の順に並んでいる。こうした構成は、先行する往生伝の『日本往生極楽記』とほぼ同じだが、異類の部が加わる点は本書の特色である。

## 伝記・説話の素材
本書は『日本往生極楽記』および『三宝絵』に依拠するところが大きい。本書の聖徳太子伝など10の伝記は『日本往生極楽記』から採られたことが明らかである。また、『日本霊異記』の説話と内容が一致するものが6例あり、「霊異記に見ゆ」といった注が付されているが、それらは注の記述も含め『三宝絵』から採られたことが明らかになっている。このほか、『叡山大師伝』や『慈覚大師伝』といった僧伝も用いられている。
一方、相応伝、性空伝、源信伝に関しては、先行する伝記が存在するにもかかわらず、それを素材とせず自己の見聞･知識によって書かれているとみられる。口伝や自己の体験を重んじている点は本書の特色といえる。なお、著者の創作と推定されているものもいくつかある。

## 刊行書
- 井上光貞・大曽根章介校注『往生伝 法華験記』（日本思想大系新装版 続･日本の仏教思想1）岩波書店、1995年。旧版（日本思想大系7）1974年。
- 山下民城訳 『法華験記』 国書刊行会、1993年3月。ISBN 978-4-336-03476-2。

## 関連資料
- 永藤靖「『日本往生極楽記』と『大日本国法華験記』の世界 (特集=説話文学の魅力を探る--その黎明期から盛行期まで) -- (大盛行期(平安後期)の説話集)」『国文学 : 解釈と鑑賞』第72巻第8号、至文堂、2007年8月、42-52頁、ISSN 03869911、NAID 40015446831。
- 広田哲通「経文と説話 : 本朝法華験記を実例として」『女子大文学. 国文篇』第33号、大阪女子大学国文学科、1982年3月、30-42頁、doi:10.24729/00011112、ISSN 02869268、NAID 120002276575。
- 岡田文弘「鎮源『大日本国法華経験記』の異類功徳譚 : 第106話「伊賀国報恩善男」を中心に」『インド哲学仏教学研究』第21号、東京大学大学院人文社会系研究科・文学部インド哲学仏教学研究室、2014年3月、105-117頁、doi:10.15083/00036968、ISSN 0919-7907、NAID 120005526722。